# Fruitafossor
Fruitafossor — рід ссавців, що харчувався термітами та ендемічним для Північної Америки у часи пізньої юри (близько 150 млн років тому).
Опис базується на повному скелеті тварини розміром з бурундука. Він був виявлений 31 березня 2005 року у Фруті, штат Колорадо. Він нагадував броненосця (або мурахоїда) і, ймовірно, харчувався колоніальними комахами майже так само, як ці тварини сьогодні. Інші особливості скелета чітко показують, що Fruitafossor не був пов’язаний з броненосцями, мурахоїдами або будь-якою сучасною групою ссавців. Це вказує на те, що спеціалізація, пов’язана з живленням мурахами чи термітами, неодноразово розвивалася у ссавців.

## Опис

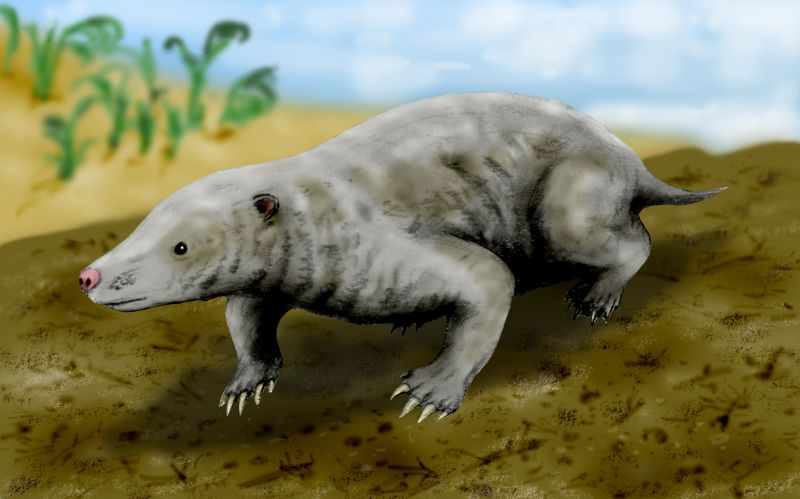
Реставрація

У 2009 році було опубліковано дослідження Дж. Р. Фостера, який оцінив масу тіла ссавців пізньої юрської формації Моррісон, використовуючи співвідношення довжини зубів до маси тіла сучасних сумчастих як еталон. Фостер робить висновок, що Fruitafossor був найменш масивним утвором із вагою 6 грамів, що набагато менше, ніж у середнього ссавця Моррісона (48,5 грама).
Зуби Fruitafossor мають разючу схожість із сучасними броненосцями та трубкозубами. Це були зуби з відкритим коренем, схожі на кілочки, без емалі. Цей тип зубів сьогодні присутній у комахоїдних ссавців, особливо тих, які спеціалізуються на харчуванні колоніальними комахами. Це називається «мірмекофагія». Оскільки мурахи ще не розвинулися під час Fruitafossor, припускають, що ці тварини харчувалися термітами, яких було багато - разом із їхніми родичами, тарганами.
Fruitafossor мав великі передні кінцівки. Особливості передньої кінцівки вказують на те, що тварина була фоссоріальною, використовувала подряпини, як сучасні кроти, ховрахи та колючі мурахоїди. Відросток олекрана був сильно збільшений, що вказувало на те, що передня кінцівка мала потужні м'язи. Ця особливість також підтверджує ідею, що вони були мірмекофагами, оскільки сучасні ссавці використовують цю техніку, щоб проникати в термітники.
Його хребет також дуже схожий на броненосців, лінивців і мурахоїдів (Xenarthra). Він мав додаткові точки контакту між хребцями, подібні до ксенартрозного відростка, які відомі лише в цих сучасних формах. Ці процеси створюють жорсткий і відносно негнучкий хребет, що добре для копання.
Ця знахідка є важливим відкриттям в еволюції ссавців, оскільки вона вписується в еволюційне дерево ссавців і через свою екологічну нішу. Більшість ссавців мезозою були всеїдними або неспеціалізованими комахоїдними. Більшість ссавців мезозою були всеїдними або неспеціалізованими комахоїдними. Fruitafossor унікальний за ступенем спеціалізації як для копання, так і щодо того, наскільки він спеціалізувався на комахах. Ця скам'янілість, разом з іншими, такими як Repenomamus, Volaticotherium і Castorocauda, кидають виклик уявленням про те, що ранні ссавці та мамоформи були обмежені однією нішею, і демонструють, що принаймні мала місце рання спеціалізація. Еутриконодонт Spinolestes, можливо, також займав подібну екологічну нішу, і, як і Fruitafossor, він має ксенартрозні хребці, що збігаються з хребцями ксенартранів.

## Класифікація та філогенез
Фрутафоссор не має сучасних родичів. Це раннє відгалуження ссавців. Він має унікальний набір теріанських і прототерійських характеристик. Його плечовий пояс схожий на качкодзьоба або рептилію, але багато інших рис більше схожі на більшість інших сучасних ссавців. Припускається, що це, можливо, був найдавніший відомий відносно еволюційної лінії, що веде до Theria. Назва роду, Fruitafossor, походить від міста Фрута, штат Колорадо, де він був виявлений. Суфікс «фосор» вказує на фоссоріальну, або рийну, спеціалізацію передніх кінцівок. Видовий епітет, windscheffeli, на честь Воллі Віндшеффеля, який відкрив зразок разом із Чарльзом Е. Сафрісом з Де-Мойна, штат Айова.